# Андреевская гора
Не следует путать с горой поблизости от аула Эндирей (русс. устар. Андреево) в Дагестане.
Андреевская гора (Киев)  — возвышенность на правом берегу Днепра, расположенная к востоку от Старокиевской горы.
В усадьбе Петровского по адресу Андреевский спуск № 36-38 в 1907—1908 годах В. В. Хвойка вёл раскопки и объявил о находке языческого святилища, сложенного насухо из неотесанных камней, к югу от площадки капища по его мнению располагался жертвенник. Однако, сам состав камней «капища» аналогичен материалу фундамента Десятинной церкви, включая красный кварцит из района Овруча, а слой, на котором уложена вымостка, включал обломки тонкостенной гончарной посуды не ранее второй половины X века. А так называемый «жертвенник» и нетронутый слой над «капищем» — материалы XI—XII веков.
После утверждения христианства как государственной религии на месте Перуна был установлен крест. Народная легенда связала его с освящением в 1 в. н. э. самим апостолом Андреем Первозванным (отсюда название горы), который, якобы, предсказал возникновение Киева.
В XI веке на Андреевской горе возник Андреевский или Янчин монастырь (Янка — дочь киевского князя Всеволода Ярославича), где была основана первая на Руси женская школа с вышивальной мастерской. В 1215 на Андреевской горе построена Крестовоздвиженская церковь, просуществовавшая до начала 17 в. Впоследствии на её месте была сооружена деревянная церковь, сгоревшая во время пожара в конце 17 в.
В 18 в. на склонах Андреевской горы размещался Аптекарский сад.
В 1749—1753 годах на Андреевской горе воздвигнута Андреевская церковь.